# Futbolo Klubas Kauno Žalgiris (calcio a 5)
Il Futbolo Klubas Kauno Žalgiris è la sezione di calcio a 5 dell'omonima società calcistica lituana con sede a Kaunas.

## Storia
La squadra è stata fondata nel 2013 come "Vytis Futsal" e solamente nel febbraio del 2021 – dopo l'ingresso del Basketball Club Žalgiris nella società – ha assunto l'attuale denominazione.

## Palmarès
- Campionato lituano: 8

2016-17, 2017-18, 2018-19, 2019-20, 2020-21, 2021-22, 2022-23, 2023-24
- Coppa della Lituania: 7

2016-17, 2017-18, 2018-19, 2019-20, 2020-21, 2022-23, 2023-24